# Peltiera
Genre
Synonymes
- Ormocarpopsis R.Vig., 1951 (préféré par NCBI)[2]

Peltiera est un genre de plantes à fleurs dicotylédones de la famille des Fabaceae, sous-famille des Faboideae, originaire de Madagascar, qui comprend deux espèces acceptées.

## Liste d'espèces
Selon The Plant List (5 décembre 2018) :
- Peltiera alaotrensis Du Puy & Labat
- Peltiera nitida Du Puy & Labat